# Långfläckat metallfly
Långfläckat metallfly (Autographa macrogamma) är en fjärilsart som beskrevs av Eduard Friedrich Eversmann 1842. Långfläckat metallfly ingår i släktet Autographa och familjen nattflyn. Enligt den finländska rödlistan är arten nära hotad i Finland. Arten är reproducerande i Sverige. Artens livsmiljö är friska gräsmarker. Inga underarter finns listade i Catalogue of Life.

## Bildgalleri

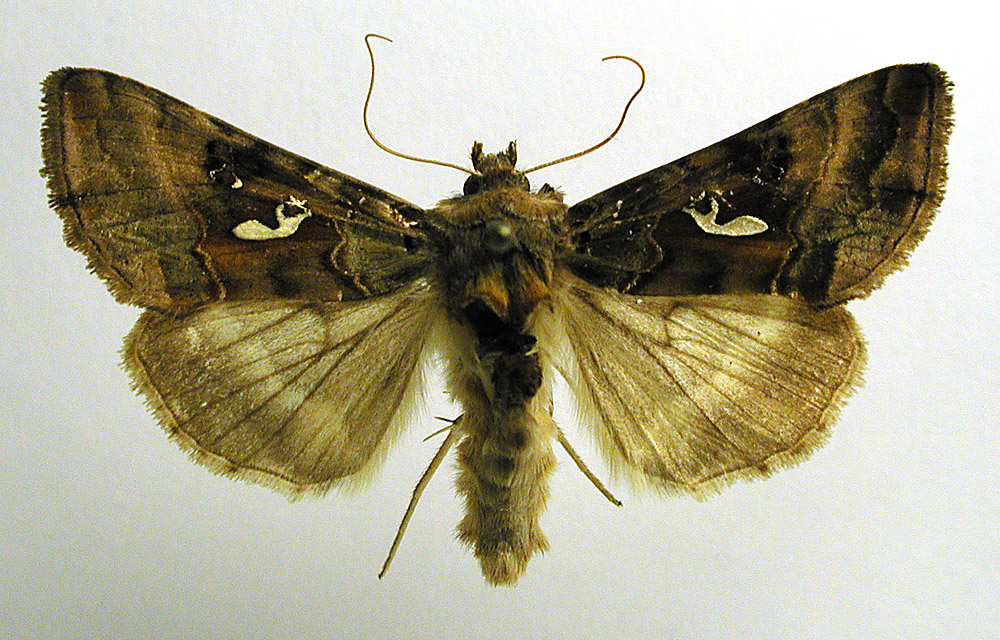